# Макс Вертхаймер
Макс Вертхаймер (на немски: Max Wertheimer) е германски психолог, един от основателите на гещалт психологията заедно с Курт Кофка и Волфганг Кьолер.

## Биография
Роден е на 15 април 1880 година в Прага, Австро-Унгария. В началото се ориентира към изучаване на право, но две години по-късно се насочва към философия и психология. Той е особено впечатлен от учението на философа-психолог Кристиан фон Еренфелс, който публикува значима статия върху качествата. През 1904 г. защитава докторска дисертация във Вюрцбургския университет, а през 1910 работи в Психологическия институт към Франкфуртския университет, където се заражда интересът му към изследване на възприятията.
Умира на 12 октомври 1943 година в Ню Ръшел, Ню Йорк, на 63-годишна възраст.

## Научна дейност
Гещалт теорията на Верхаймер отива далеч отвъд доктрината на Еренфелс. Той смята, че цялото е съвсем различно от сумата на неговите части – не просто повече, а по-важно от частите. По-голямата част от различните „цялости“ са интегрирани системи, подчастите на които се намират в сложни взаимоотношения една с друга; частите са това, което са, поради тяхното място, роля и функция в цялото, на което са части. В едно истинско системно цяло (гещалт) промяната на една част води до основна промяна в цялото и в много негови други части.
Този радикален подход става основна школа в психологията по време на първата половина на XX век. Много гещалтистки идеи се появяват отново през 70-те и 80-те години в модерни области като преработка на информацията, решаване на проблеми, изкуствен интелект и други аспекти на когнитивната психология.